# 锅盖面

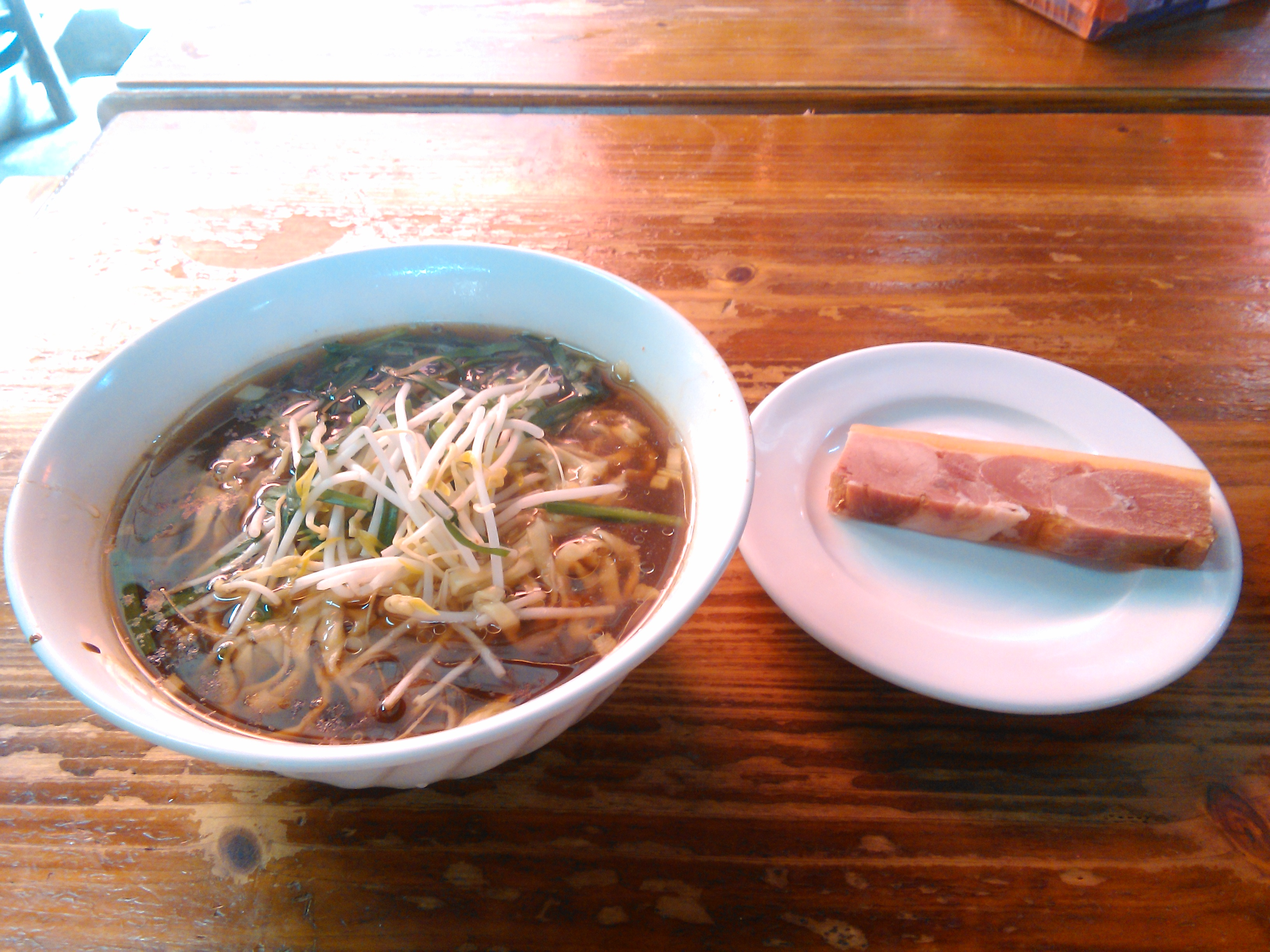
锅盖面与水晶肴肉

锅盖面是中国江苏省镇江市的一种面食，因在下面的面锅裡加入锅盖一同煮而得名。锅盖面是镇江“三怪”中的“面锅裡煮锅盖”，是镇江人早餐的重要组成部分，锅盖面的面店遍布大街小巷，延续着镇江人爱吃锅盖面的传统。锅盖面又称“伙面”，也被叫做“火面”或“荒面”，但这些别名已经渐渐被锅盖面所取代。镇江的面条之所以好吃，除了面条的制作工艺，浇头的味道以外，一定程度上也决定于面碗中加入的酱油。
面锅大，锅盖小。当面条下入沸水锅后，用一个小锅盖盖在面汤上。其特点：一是生面条逐份投入，熟后不粘结，不散乱，分量准确；二是面汤滚沸时，易于清除浮沫，保持面汤不混浊；三是面条易熟透，不生不烂。

## 面条
锅盖面的面条通常为小刀面，其制法是用竹杠跳压制成很薄的面饼，再将面饼切成面条。这样的做法制出的面条硬度适中，口感劲道，柔韧爽口（据说这样的口感也与长江在镇江段的水的质地有关）。小刀面按照宽度可分为细面，中宽，宽面，大宽等，其中中宽最为常见，如果没有特别说明宽度，小刀面通常指中宽小刀面。

## 浇头
锅盖面的浇头种类很多，各家面店各有特色。最为常见的是腰花，大排，香肠，肥肠，长鱼（黄鳝丝），肉丝，水晶肴肉和鸡蛋。浇头也可自由搭配，例如：腰“花长鱼各半”，“腰花香肠双料”等。没有浇头的锅盖面叫光面。